# Секешфехервар-Естергомська операція
Секешфехервар-Естергомська операція — фронтова наступальна операція радянських військ у ході Будапештської битви за часів німецько-радянської війни.
12 грудня Ставка ВГК своєї директивою наказала командувачам 2-го і 3-го Українських фронтів розпочати наступ 20 грудня, визначаючи за мету оточення та повний розгром будапештського угруповання противника та опанування столиці Угорщини. Наступ, що почався 20 грудня, розвивався успішно. Але 21 грудня в смузі дій 7-ї гвардійської армії в районі Нємце, Сакалош, Шаги німецькі війська завдали контрудар. Радянські війська здійснили перегрупування та ударами у фланг і тил відкинули німецькі формування, завдавши їм важких втрат.
До кінця 26 грудня війська 2-го і 3-го Українських фронтів з'єдналися в районі Естергома (35 км на північний захід від Будапешта), повністю завершивши оточення будапештського угруповання противника. В «мішок» потрапило 188 тисяч осіб, в тому числі угорські підрозділи і частини СС (близько 10 дивізій і ряд частин різних родів військ). Створивши зовнішній фронт оточення і відкинувши противника на захід від Будапешта, радянські війська одночасно все щільніше стиснули кільце навколо обложеного Будапешта. Однак ліквідація оточеного угруповання затягнулася, військам 3-го Українського фронту довелося відбивати три потужних контрнаступи військ вермахту, який намагався деблокувати оточені сили і відновити оборону по Дунаю. Противник, блокований в лісах на північний захід від Будапешта, до кінця грудня був знищений.